# Тарифная ставка
Тари́фная ста́вка (оклад, должностной оклад) — размер денежной выплаты (оклад, должностной оклад) в составе заработной платы, который выплачивается работнику за выполнение нормы труда (трудовых обязанностей) определённой сложности (квалификации) за установленное время без учёта компенсационных, стимулирующих и социальных выплат. 
Эта выплата фиксирована, обязательна к выплате и является минимальной гарантией оплаты труда работника, ниже которой он не может получить при условии выполнения должностных обязанностей.
Согласно Трудовому кодексу Российской Федерации тарифная ставка (оклад) фиксируется в трудовом договоре работника вместе с другими обязательными условиями трудового договора, такими как трудовые обязанности и так далее.
Для удобства работы работодатель может разрабатывать схемы должностных окладов, тарифные сетки, штатные расписания, в которых указываются оклады и диапазоны окладов для групп должностей (профессий) и которые используются для установления конкретному работнику оклада при заключении с работником трудового договора, а также для расчёта и выплаты работнику заработной платы. Для разработки системы окладов в организации могут использоваться различные современные методики, такие как грейдинг.

## Оклады в РККА
В РККА на основании приказа Ставки Верховного Главнокомандования о денежном довольствии личного состава гвардейских миномётных частей № 066, от 25 января 1942 года, всему начальствующему (высшему, старшему, среднему и младшему) составу гвардейских миномётных частей с 1 января 1942 года был установлен полуторный, а бойцам двойной оклад содержания, как это было установлено и для гвардейских частей.

### Размеры должностных окладов ВС России
Размеры должностных окладов (тарифных разрядов) военнослужащих в ВС России:
Таблица окладов денежного содержания по некоторым воинским должностям (с 2012 года):
| Типовая воинская должность                | Оклад (в рублях) |
| ----------------------------------------- | ---------------- |
| В центральных органах военного управления |                  |
| Начальник главного управления             | 40 000           |
| Начальник отдела                          | 31 500           |
| Начальник группы                          | 29 000           |
| Старший офицер                            | 28 000           |
| В войсках (силах)                         |                  |
| Командующий войсками военного округа      | 40 000           |
| Командующий армией                        | 37 000           |
| Командир бригады                          | 29 000           |
| Командир полка                            | 26 500           |
| Командир батальона                        | 24 000           |
| Командир роты                             | 22 000           |
| Командир взвода                           | 20 000           |